# Fierville-les-Parcs
Fierville-les-Parcs é uma comuna francesa na região administrativa da Normandia, no departamento Calvados. Estende-se por uma área de 5 km². Em 2010 a comuna tinha 223 habitantes (densidade: 44,6 hab./km²).